# Piłka siatkowa na Letniej Uniwersjadzie 2011
Piłka siatkowa na Letniej Uniwersjadzie 2011 została rozegrana w dniach 12 - 22 sierpnia 2011. Do rozdania były dwa komplety medali, po jednym w turnieju dla mężczyzn i kobiet. W turnieju męskim wystartowały 22 reprezentacje, natomiast w turnieju pań 15 reprezentacji. Obrońcą tytułu mistrzowskiego sprzed 2 lat była reprezentacja Rosji wśród mężczyzn i reprezentacja Włoch wśród kobiet.

## Program
|  | Eliminacje |  | Finały |

| Konkurencja      | Konkurencja | 12.08 | 13.08 | 14.08 | 15.08 | 16.08 | 17.08 | 18.08 | 19.08 | 20.08 | 21.08 | 22.08 |
| ---------------- | ----------- | ----- | ----- | ----- | ----- | ----- | ----- | ----- | ----- | ----- | ----- | ----- |
| Turniej mężczyzn |             |       |       |       |       |       |       |       |       |       |       |       |
| Turniej kobiet   |             |       |       |       |       |       |       |       |       |       |       |       |

## Medaliści
| Konkurencja:                | Złoto:   | Srebro: | Brąz:    |
| Mężczyźni                   |          |         |          |
| Turniej drużynowy szczegóły | Rosja    | Ukraina | Brazylia |
| Kobiety                     |          |         |          |
| Turniej drużynowy szczegóły | Brazylia | Chiny   | Rosja    |

## Turniej mężczyzn
| Grupa A - Australia - Chiny - Kanada - Norwegia - Szwajcaria | Grupa B - Iran - Japonia - Oman - RPA - Rosja - Ukraina | Grupa C - Brazylia - Hongkong - Izrael - Korea Poł. - Szwecja | Grupa D - Czechy - Meksyk - USA - Tajlandia - Turcja - ZEA |

## Turniej kobiet
| Grupa A - Chiny - Belgia - Japonia - Szwecja | Grupa B - Brazylia - Ukraina - Włochy | Grupa C - Chińskie Tajpej - Francja - Kanada - Polska | Grupa D - Hongkong - Norwegia - Rosja - Tajlandia |

## Skład reprezentacji Polski kobiet
Lista zawodniczek zgłoszonych do udziału w XXVI Letniej Uniwersjadzie
| Nr | Zawodniczka         | Data urodzenia   | Wzrost | Waga | Klub                               | Pozycja      |
|    | Marta Haładyn       | 8 stycznia 1988  | 180    | 76   | Impel Gwardia Wrocław              | rozgrywająca |
|    | Dorota Wilk         | 28 kwietnia 1988 | 178    | 68   | Atom Trefl Sopot                   | rozgrywająca |
|    | Elżbieta Skowrońska | 6 lipca 1983     | 183    | 71   | Tauron MKS Dąbrowa Górnicza        | przyjmująca  |
|    | Natalia Nuszel      | 23 lutego 1989   | 180    | 65   | Tauron MKS Dąbrowa Górnicza        | przyjmująca  |
|    | Izabela Kożon       | 13 lipca 1988    | 190    | 72   | Volley Köniz                       | przyjmująca  |
|    | Monika Naczk        | 6 marca 1987     | 189    | 67   | PTPS Piła                          | środkowa     |
|    | Katarzyna Jóźwicka  | 24 września 1984 | 187    | 72   | Siódemka LTS Legionovia Legionowo  | środkowa     |
|    | Aleksandra Trojan   | 6 czerwca 1991   | 195    | 68   | KS Piecobiogaz Murowana Goślina    | środkowa     |
|    | Magdalena Piątek    | 10 września 1984 | 183    | 80   | Bank BPS Muszynianka Fakro Muszyna | atakująca    |
|    | Kinga Zielińska     | 6 marca 1988     | 186    | 79   | KS Piecobiogaz Murowana Goślina    | atakująca    |
|    | Krystyna Strasz     | 24 lipca 1987    | 166    | 55   | Tauron MKS Dąbrowa Górnicza        | libero       |
|    | Agata Durajczyk     | 19 sierpnia 1989 | 170    | 65   | Pronar AZS Białystok               | libero       |